# The Elephant 6 Recording Company
The Elephant 6 Recording Company (även känt som Elephant 6) är ett kollektiv av amerikanska musiker som medverkat i många noterbara indieband under 1990-talet, dessa inkluderar the Apples in Stereo, the Olivia Tremor Control, Neutral Milk Hotel, Beulah, Elf Power, of Montreal och Circulatory System.
Även om benämningen utgår från ett skivbolag med samma namn kom begreppet snarare att syfta på en krets av likasinnade artister än tillhörighet till en bestämd etikett. Grupperna hade olika temperament och inriktning men fascinationen för melodiös 60-talspop, psykedelia och den tidiga popvågens experimentlusta och do-it-yourself-anda kan ses som en gemensam nämnare. Signifikativt för kollektivet var att medlemmarna rörde sig tämligen fritt mellan de olika banden och ofta startade nya, i regel kortlivade, sidoprojekt.

## Lista över band delvis eller helt associerade med Elephant 6
- Neutral Milk Hotel
- The Olivia Tremor Control
- The Apples in Stereo
- Major Organ and the Adding Machine
- Elf Power
- of Montreal
- Beulah
- The Gerbils
- Circulatory System
- The Sunshine Fix
- The Essex Green
- M Coast
- Pipes You See, Pipes You Don't
- Frosted Ambassador
- The Music Tapes
- Chocolate U.S.A.
- Nana Grizol
- The Ladybug Transistor
- A Hawk and a Hacksaw
- Dressy Bessy
- Marbles
- Secret Square
- Von Hemmling
- The Minders
- Ulysses
- The High Water Marks
- Black Swan Network
- Thimble Circus
- Nesey Gallons
- Bablicon
- The Instruments
- The Late B.P. Helium